# Stan Cuesta
Stan Cuesta est un auteur, journaliste et musicien français né le 4 novembre 1961.

## Biographie
Il a été journaliste à Rock & Folk durant les années 1990 puis également chez Rolling Stone ou Télérama tout en menant une carrière de musicien.
En 1994, il publie son premier album, Le Voyage intérieur.
Il écrit ensuite plusieurs biographies d'artistes tels que Édith Piaf, Léo Ferré, Queen ou encore U2.
Il a également publié des livres sur Nirvana (2004), Jeff Buckley (2005), le Punk américain (2015), Catherine Ringer (2018), une Anthologie des airs rebelles, Lou Reed et le Velvet Underground, ainsi que les Beatles (2020) ou plus récemment sur Jimi Hendrix.

## Discographie

### Album
- Le Voyage intérieur, 1994.

### 45 tours et minis CD
- Je n'aime pas cette fille, 1989.
- Rien, 1990.
- Juste un vieux tube à la radio, 1994.
- Bizarre, 1995.
- Seul, 1996.
- Dandy, 2002.